# 王举直
王举直（？—？），宋朝政治人物。
王举直曾于1024年接替张铸任华亭县知县一职，1025年由田庆远接任。